# Feigumfossen
Feigefossen eller Feigumfossen er et 229 meter højt vandfald i Luster kommune i Sogn og Fjordane. Det ligger i Feigedalselven, lige ovenfor bygden Feigum på østsiden af Lustrafjorden. Vandfaldet har Norges fjerdehøjeste lodrette fald med en samlet faldhøjde på 293 meter og et næsten lodret fald på 200 meter, samt en horisontal længde på 300 meter. Andre kilder angiver et lodret fald på 218 meter. Ifølge en liste udarbejdet af Finn Alnæs er det det 46. højeste i verden målt efter samlet fald.
Henrik Wergeland besøgte Luster i 1832 og lavede en farvelagt tegning, hvor han noterede sit skøn over fossens højde: "500 Fod lodret".
Vandløbet blev i 1980’erne overvejet udnyttet til vandkraft. Feigedalselven er et relativt lille vandløb på vestsiden af Jotunheimen med udløb i Lustrafjorden. Det har et nedbørsfelt op til 1600 m.o.h.. Elven falder i tre etaper: Drivåndefossen, Hanafossen og Feigefossen som den nederste. Disse tre vandfald dannede grundlaget for fredningen i 1996. Den britiske klatrer William Cecil Slingsby beskrev vandfaldene i Feigeelven baseret på sine besøg i Norge.